# Камбоцола
Камбоцо́ла (нем. Cambozola) — немецкий коровий сыр с плесенью, производители которого сумели соединить черты французских мягких сыров и итальянской горгонцолы. Отсюда название: «камбоцола» = «камамбер» + «горгонцола». Сыр был запатентован немецкой компанией Champignon в 1970-х годах. До этого в Баварии был известен похожий сыр Bavaria Blu, который производился с 1900-х годов. Относится к голубым сырам.

## Производство
Для производства сыра используется плесневой грибок Penicillium roqueforti, с помощью которого готовят такие сыры, как горгондзола, рокфор и стилтон. Мягкая консистенция достигается путём добавления сливок. Белая корочка сыра аналогична корочке камамбера, обусловлена наличием другого вида грибка из рода Пеницилл, Penicillium camemberti

## Подвиды

#### Камбоцола Black Label
Премиум-сыр из сорта камбоцола. Мягкий сыр с прожилками голубой плесени и серой плесенью на поверхности. Особенность данного подвида камбоцолы — более длительное, в отличие от остальных сыров камбоцола, вызревание при низких температурах, что придает этому сыру отличительный аромат и мягкость.

#### Камбоцола Classic
Классический подвид сыра камбоцола. Во время производства в молоко вносятся высококачественные культуры голубой плесени, образующие в процессе вызревания сыра прожилки.

#### Камбоцола Finesse
Вариация сыра камбоцола с добавлением аромата чеснока.

#### Камбоцола Balance
Облегченный подвид сыра камбоцола с содержанием жира 25 %.

#### Камбоцола Crema
Пастоподобный подвид сыра камбоцола на йогуртовой основе.